# Gunnar Leches park

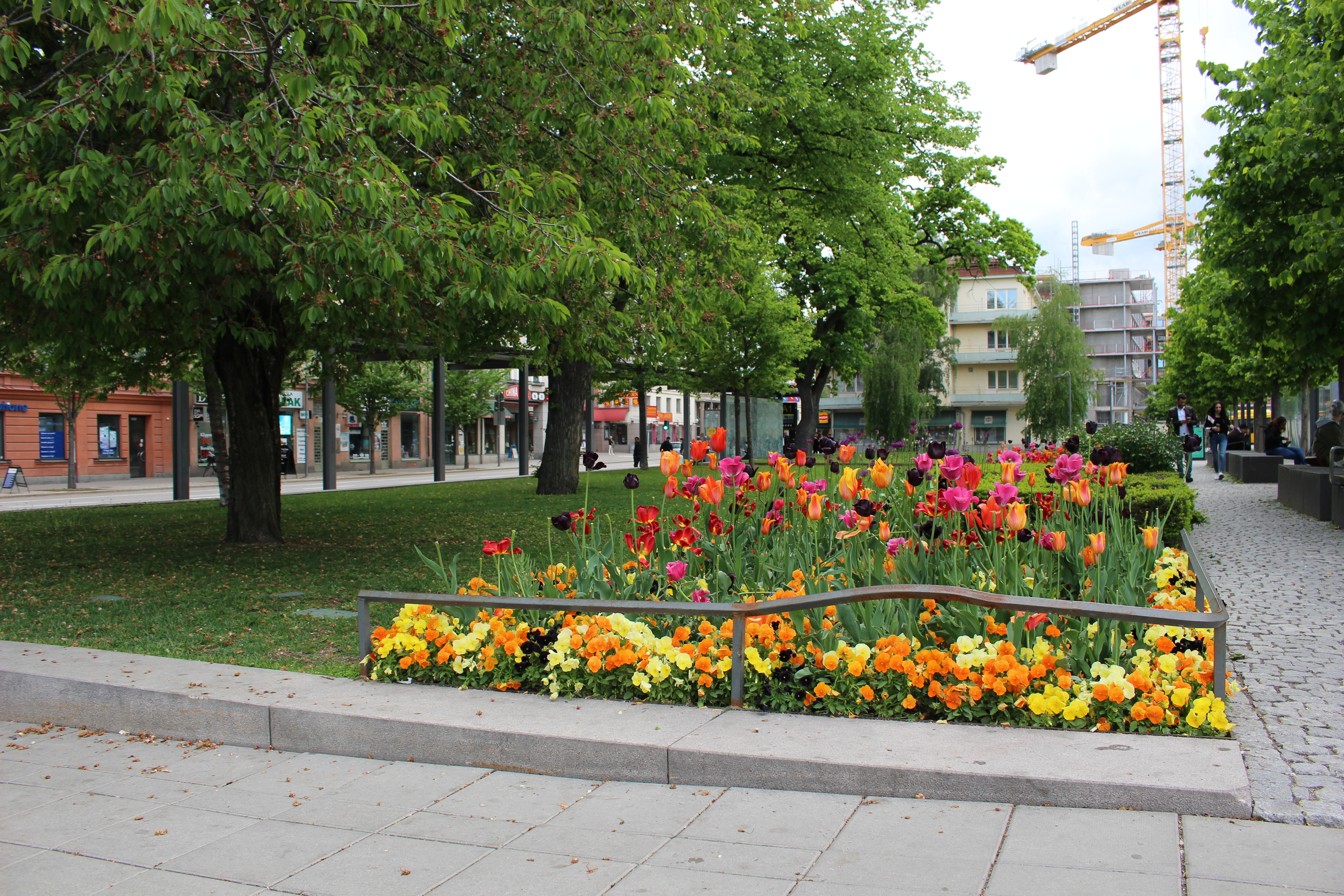
Gunnar Leches park vid sydöstra kortsidan.

Gunnar Leches Park är en park i centrala Uppsala nära Uppsala centralstation. Den begränsas av Stadshusgatan, Kungsgatan och Olof Palmes plats. Parken är uppkallad efter uppsalaarkitekten Gunnar Leche.